# Vartiosaari (ö i Södra Savolax, Nyslott, lat 62,10, long 28,79)
Vartiosaari är en ö i Finland. Den ligger i sjön Enonvesi och i kommunen Enonkoski i den ekonomiska regionen  Nyslotts ekonomiska region  och landskapet Södra Savolax, i den sydöstra delen av landet, 290 km nordost om huvudstaden Helsingfors. Öns area är 2,4 hektar och dess största längd är 390 meter i sydöst-nordvästlig riktning.